# 青艺剧场
青艺剧场，是位于北京市东城区东长安街东单路口西北角的剧院，隶属中国青年艺术剧院，现已拆除。

## 简介
青艺剧场位于东长安街东单路口西北侧，原东单菜市场西侧。1930年代初，意大利汽车行商人米纳在东单兴建“国际电影院”，此为青艺剧场的前身。抗日战争日本统治北京时期，改为“亚洲会馆”。1945年日本投降，亚洲会馆由国民政府接收，后来退还给米纳之子继承，逐渐衰落，遂转给英国人，定名“美琪电影院”。中华人民共和国成立后，由人民政府接管，共青团中央在这里举办活动，将其命名为“青年宫”。1950年代中期，交给中国青年艺术剧院使用，主要演出话剧。文化大革命时，一度更名为“东方红剧场”。文化大革命结束以后，更名为“青艺剧场”，楼上16排座位，楼下28排座位，共有座位1426个。
1994年8月18日，因为筹建王府井东方广场，青艺剧场与中国青年艺术剧院院址被拆除。中国青年艺术剧院当时位于东单北大街95号。1988年4月21日，由中国青年艺术剧院内的一个排练厅改建而成的青艺“黑匣子”剧场正式启用，公演剧目《火神与秋女》。这座小剧场可容纳约200人，是北京首个正规的黑盒子剧场。这座小剧场后来也同青艺剧场、中国青年艺术剧院院址同时被拆除。